# ホウ素欠乏症 (植物)
ホウ素欠乏症（ホウそけつぼうしょう、英: Boron (B) deficiency）とは、植物において必須の微量元素であるホウ素の不足症状である。世界中で最も広く分布している微量元素の欠乏症であり、食料の生産量と品質の大幅な減少を引き起こしている。ホウ素の不足は植物の栄養成長と生殖成長に影響を与え、細胞の増殖の阻害、分裂組織の死滅、および受粉率の低下をもたらす。

## 症状

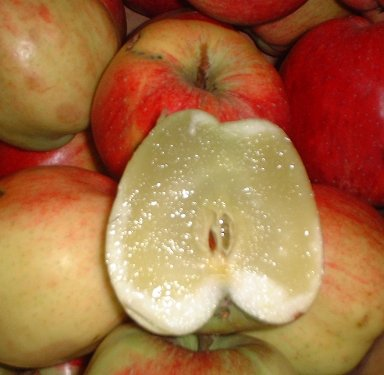
リンゴの蜜病。ホウ素とカルシウムのアンバランス（ホウ素の欠乏またはカルシウムの過剰）が原因である。

症状には、生長点の死と葉の茂りの生長停止、極端な場合は実止りの阻害がある。作物固有の症状として以下のものが挙げられる。
- リンゴ
  - ホウ素含量とカルシウム含量の比が異常となると蜜病となる。
- テーブルビート
  - 根に粗く、癌腫となった斑点。内部に褐色腐敗病。
- キャベツ
  - 葉の歪み。茎内部の空洞。また、葉縁部が黄化する[3]。葉身に萎縮等の激しい奇形化症状が見られる。
- カリフラワー
  - 貧弱な凝乳形成と茶色の斑点。茎と葉柄と主脈の凹凸。.
- セロリ
  - 葉柄上面に亀裂に亀裂が広がり、内部組織は赤褐色となる。
- セルリー
  - まず、葉の伸長が抑えられ縮みが激しくなる。次に葉柄に無数の亀裂が入り、その部分が褐変して茎が脆く、折れ易くなる。葉柄の内部が褐変したり葉色が淡緑色になったりする。激しい欠乏では生長点が黒変し、芯が完全に腐敗する。細根が極端に少なくなる。茎は非常に苦くなる[4]。
- セロリアック
  - 褐色心腐れ。
- ナシ属
  - 新芽は春季に根を残して枯れる。果実の皮には固く茶色い斑点が展開する。
- イチゴ（欠乏症と過剰症）
  - 欠乏症では花器形成不全。新葉の葉脈間にクロロシスを生じる。果実は小さくなり、その色は薄くなる。一方過剰害では、養液栽培の場合でBoronが0.3ppmを超えてくると下葉から縁枯れが生じる。
- ルタバガとカブ
  - 茶色または灰色の同心円状の輪が根の内部に現れる。
- ヤシ科 (ヤシ) 
  - 葉状体での褐色の斑点と収量の低下。
- メロン
  - 欠乏症の初期段階では上位葉は硬くこわばったようになり、また、その色は濃い[5]。節間の伸長は悪く叢状になる。先端葉は奇形や黄化症状を示し葉縁部が灰褐色になり、生長点は枯死する。茎は硬化し脆く折れやすくなり、亀裂が入る。亀裂は巻きひげにも生ずる。
- ブロッコリー
  - 定植30日頃から株全体の生育は悪くなり、葉縁部が黄化し始める。生育が進むにつれ症状は激しくなり、葉全体が縮れた状態になる。葉が黄化し始めると同時に葉柄部や茎部の表皮にかさぶた状の症状が現れ、生育が進むと茎部全体に広がり壊死した状態となる。このような症状のブロッコリーは花蕾の肥大が遅れ、形成された花蕾の多くは黄化する[4]。
- ホウレン草
  - 葉縁部が黄化する。また、葉身に萎縮等の激しい奇形化症状が見られる[6]。
- カブ
  - 生育初期に生育抑制が起こる。根部が肥大し始める時期には新葉の生長が止まり、葉柄に亀裂が生じる。収穫時のカブは肌つやや形が悪く、内部の中心部は黒変する[4]。
- 二条大麦
  - 出穂期までは外観から欠乏と正常との見分けがつき難く、出穂すると容易に判別できるようになる。ホウ素欠乏の麦は出穂が揃わず遅れ穂が目立つ。穂は淡黄色で貧弱であり、穂幅が狭い。出穂10日目頃から頴が黄化し、逆光では透明に見える。また、出穂した穂の芒がねじれ曲がる。登熟が進んで出穂後 1 カ月頃になると、不稔となった頴は退化して枯死する。障害の程度は不稔穂により異なり、穂全体が不稔のもの、上部1/2が不稔のもの、2～3粒が不稔になるものなどが現れる[4]。
- 山東菜
  - 年により発生時期は多少異なり、発芽後50～60日目頃から株全体の生育が遅れはじめ、葉色がやや淡くなる。この時期、古い外葉の葉柄内側における、株元に近い部分は褐変する。欠乏程度が軽い場合は葉柄の褐変症状も軽く、ほぼ正常に育つ。激しい場合は葉柄部分の褐変や亀裂が株全体に及び、葉の縮れ状態が強くなったり、折れ易くなり、新葉の増加や伸長が悪くなったりする[4]。
- ニンジン
  - 収穫期まで外観からは欠乏と健全の見分けが難かしく、特に葉部は健全なものとほとんど変わらない生育を示す。収穫期にはニンジンの形が悪く、表皮が黒ずみ、サメ肌状になる。欠乏症のニンジンは健全なニンジンと比較して鮮度の劣化速度が速く、萎縮が急激で表皮のサメ肌の状態が激しくなる[4]。

## 原因

### 植物のホウ素要求性
ホウ素は必須栄養素の一つであり、植物の成長と発達に要求される。その第一の機能は、植物の細胞壁の構造を保全することである。その他の機能には恐らく原形質膜や他の代謝経路の維持を含む。植物はホウ素の水溶性形態と不溶性形態の両方を含む。健康な植物の場合、植物体へ供給されたホウ素の量によって水溶性ホウ素の量は変動し、不溶性ホウ素の量は変動しない。ホウ素欠乏症の発症は不溶性ホウ素の減少と同時に起こる。水溶性ホウ素はホウ素の余剰分であるが、不溶性ホウ素は機能的な形態であるとされている。
ただし、その要求量は非常に小さい。ホウ素の要求量は植物種によって異なり、大部分の植物種では最適な葉中のホウ素含量は20-100 ppmである。過剰なホウ素は過剰症となる可能性があり、過剰水準は植物種によって様々である。

### 土壌条件
ホウ素は土壌中で様々な形態をとっている。最もよく見られる形態はホウ酸（H3BO3)である。植物にとって、土壌中の適切なホウ素含量は12mg/kgとされている。土壌中のホウ素含量が0.14mg/kgを下回ると、植物にホウ素欠乏症が観察される可能性が高い。土壌が塩基性であるとホウ酸は不溶性形態となり、植物が利用できなくなる。このため、高いpHの土壌でホウ素欠乏症がよく観察される。有機物の含有量が低い（<1.5%）土壌もホウ素欠乏症を引き起こす可能性がある。可溶性成分が多く浸出した砂質土壌においても、ホウ素が土壌に残らないためホウ素欠乏症は特徴的に現れる。
植物にとって土壌中のホウ素含量が過剰であると、ホウ素が毒となる可能性がある。ホウ素の毒性が現れるホウ素含量は植物種によって様々である。

## 治療
ホウ酸（16.5%ホウ素）、ホウ砂（11.3%ホウ素）またはSoluBor（20.5%ホウ素）の施用によりホウ素欠乏症は改善される可能性がある。最適なホウ素施用量は植物種によって様々であるが、よく行われるホウ素の施用は約1.1kg/hまたは1.0lb/aである。ホウ砂やホウ酸やSoluborは粉末としてか、水に溶かされてスプレーされて使用される。
ただし、過剰量のホウ素は植物にとって、かえって有害であるため、ホウ素を人為的に与える際は、その施用量を適切に管理する必要がある。多また、その際は植物には直接施用せず、あくまで土壌にホウ素を添加するようにするのが良い。しかし、塩基性土壌であった場合、ホウ素の投入しても高いpHによりホウ素は植物に対して可給態とならないため、ホウ素の施用は欠乏症を改善しない。また、砂質土壌といった、可溶性の土壌成分が浸出している可能性のある土壌では、ホウ素の施用を継続することが必要となる。なお、土壌が過剰なホウ素を含む場合は、土壌を水洗することでホウ素を取り除くことができる。